# Cimeira da Organização do Tratado do Atlântico Norte
Cimeira (português europeu) ou Cúpula (português brasileiro) da Organização do Tratado do Atlântico Norte ou simplesmeste Reunião da NATO (português europeu) ou OTAN (português brasileiro) é uma conferência organizada periodicamente entre os chefes de Estado ou de governo dos estados membros da OTAN / NATO. Os encontros não são realizados regularmente mas são fundamentais para tomar decisões relativas a questões económicas e políticas que possam, de alguma forma, afetar os países membros.

## Lista de cimeiras da OTAN
Desde a fundação da Organização do Tratado do Atlântico Norte, em 1949, ocorreram 29 cimeiras entre seus estados-membros. Somente os encontros planejados são oficialmente numerados, enquanto algumas reuniões de cúpula ocorreram extraordinariamente. 
| Ano  | Data              | País            | Localização      | Anfitrião                                         |
| ---- | ----------------- | --------------- | ---------------- | ------------------------------------------------- |
| 1957 | 16–19 December    | França          | Paris            | Presidente René Coty                              |
| 1974 | 26 de junho       | Bélgica         | Bruxelas         | Primeiro-ministro Leo Tindemans                   |
| 1975 | 29-30 de maio     | Bélgica         | Bruxelas         | Primeiro-ministro Leo Tindemans                   |
| 1977 | 10–11 de maio     | Reino Unido     | Londres          | Primeiro-ministro James Callaghan                 |
| 1978 | 30–31 de maio     | Estados Unidos  | Washington, D.C. | Presidente Jimmy Carter                           |
| 1982 | 10 de junho       | Alemanha        | Bona             | Chanceler Helmut Schmidt                          |
| 1985 | 21 de novembro    | Bélgica         | Bruxelas         | Primeiro-ministro Wilfried Martens                |
| 1988 | 2-3 de março      | Bélgica         | Bruxelas         | Primeiro-ministro Wilfried Martens                |
| 1989 | 29-30 de maio     | Bélgica         | Bruxelas         | Primeiro-ministro Wilfried Martens                |
| 1989 | 4 de dezembro     | Bélgica         | Bruxelas         | Primeiro-ministro Wilfried Martens                |
| 1990 | 5–6 de julho      | Reino Unido     | Londres          | Primeira-ministra Margaret Thatcher               |
| 1991 | 7–8 de novembro   | Itália          | Roma             | Primeiro-ministro Giulio Andreotti                |
| 1994 | 10-11 de julho    | Bélgica         | Bruxelas         | Primeiro-ministro Jean-Luc Dehaene                |
| 1997 | 27 de maio        | França          | Paris            | Presidente Jacques Chirac                         |
| 1997 | 8–9 de julho      | Espanha         | Madrid           | Presidente do Governo José María Aznar            |
| 1999 | 23–25 de abril    | Estados Unidos  | Washington, D.C. | Presidente Bill Clinton                           |
| 2001 | 13 de junho       | Bélgica         | Bruxelas         | Secretário-geral George Robertson                 |
| 2002 | 28 de maio        | Itália          | Roma             | Primeiro-ministro Silvio Berlusconi               |
| 2002 | 21–22 de novembro | Chéquia         | Praga            | Presidente do Governo Vladimír Špidla             |
| 2004 | 28–29 de junho    | Turquia         | Istambul         | Primeiros-ministro Recep Tayyip Erdoğan           |
| 2005 | 22 de fevereiro   | Bélgica         | Bruxelas         | Primeiro-ministro Guy Verhofstadt                 |
| 2006 | 28–29 de novembro | Letônia         | Riga             | Primeiro-ministro Aigars Kalvītis                 |
| 2008 | 2–4 de abril      | Roménia         | Bucareste        | Presidente Traian Băsescu                         |
| 2009 | 3–4 de abril      | França Alemanha | EstrasburgoKehl  | Presidente Nicolas SarkozyChanceler Angela Merkel |
| 2010 | 19–20 de novembro | Portugal        | Lisboa           | Primeiro-ministro José Sócrates                   |
| 2012 | 20–21 de maio     | Estados Unidos  | Chicago          | Presidente Barack Obama                           |
| 2014 | 4–5 de setembro   | Reino Unido     | Newport          | Primeiro-ministro David Cameron                   |
| 2016 | 8–9 de julho      | Polónia         | Varsóvia         | Presidente Andrzej Duda                           |
| 2017 | 25 de maio        | Bélgica         | Bruxelas         | Primeiro-ministro Charles Michel                  |
| 2018 | 11-12 de julho    | Bélgica         | Bruxelas         | Primeiro-ministro Charles Michel                  |
| 2019 | 3–4 de dezembro   | Reino Unido     | Watford          | Primeiro-ministro Boris Johnson                   |
| 2021 | 14 de junho       | Bélgica         | Bruxelas         | Secretário-geral Jens Stoltenberg                 |
| 2022 | 25 de fevereiro   | Reunião virtual | Reunião virtual  | Secretário-geral Jens Stoltenberg                 |
| 2022 | 24 de março       | Bélgica         | Bruxelas         | Secretário-geral Jens Stoltenberg                 |
| 2022 | 29–30 de junho    | Espanha         | Madrid           | Presidente do Governo Pedro Sánchez               |
| 2023 | 11–12 de julho    | Lituânia        | Vilnius          | Presidente Gitanas Nausėda                        |
| 2024 | 9–11 de julho     | Estados Unidos  | Washington, D.C. | Presidente Joe Biden                              |
| 2025 | 24–25 de junho    | Países Baixos   | Haia             | Primeiro-ministro Dick Schoof                     |